# Tanytarsus appendiculatus
Tanytarsus appendiculatus är en tvåvingeart som beskrevs av Ekrem, Sublette och James E. Sublette 2003. Tanytarsus appendiculatus ingår i släktet Tanytarsus och familjen fjädermyggor.
Artens utbredningsområde är Ontario. Inga underarter finns listade i Catalogue of Life.